# Větrný mlýn v Horním Štěpánově
Větrný mlýn v Horním Štěpánově je zaniklý mlýn německého typu, který stál na návrší východně od obce Horní Štěpánov. V letech 1958–1964 byl chráněn jako nemovitá kulturní památka České republiky.

## Historie
Větrný mlýn je doložen roku 1885. Šrotoval do roku 1944 a poté již jen chátral. V 60. letech 20. století jej poslední mlynář Stanislav Hampl zboural pro špatný stav. Z mlýna zůstaly pouze dva mlýnské kameny zarostlé v trávě.

## Popis
Dřevěná stavba měla půdorys 6 × 6 metrů a výšku 13,5 metru. Celá nadzemní hmota mlýna byla původně otočná kolem mohutné dřevěné osy upevněné v těžké dřevěné konstrukci křížového typu.